# 我的朋友小海豚
《我的朋友小海豚》是一部中国上海美术电影制片厂制作的动画短片。讲述的是一位少年与一只失去母亲的小海豚之间发生的故事。该片获得了意大利第十二届季福尼青少年电影节最佳荣誉——共和国总统银质奖章。

## 剧情简介
一位少年在海面上遇到了一只小海豚，它依偎在已经离世的母亲身边哭泣，少年也很替它难过，欲安抚小海豚。少年与小海豚成为了很好的朋友，他们一起在海里畅游、玩乐。后来，他们还一起合作击败了来袭的一条鲨鱼。